# 茹科夫卡
茹科夫卡是俄罗斯布良斯克州的一个镇，位于杰斯纳河畔，距离州首府布良斯克约55公里，人口19,731人（2002年）。
茹科夫卡成立于1868年，最初是奥廖尔-里加铁路上的一个车站，1962年建镇。